# 西迪卡塞姆省
34°26′N 5°40′W / 34.433°N 5.667°W
西迪卡塞姆省（阿拉伯语：‎）是摩洛哥的省份，位於該國西北部，由拉巴特-塞拉-蓋尼特拉大區負責管轄，首府設於西迪卡塞姆，面積4,060平方公里，2014年人口522,270，人口密度每平方公里129人。